# HMS Scorcher (P258)
Le HMS Scorcher (numéro de coque P258) est un sous-marin de la troisième série d'unités de la classe S, construit pour la Royal Navy pendant la Seconde Guerre mondiale par Cammell Laird Shipyard à Birkenhead en Angleterre.

## Conception et description

Schéma d'un sous-marin de classe S.

Les sous-marins de la classe S ont été conçus pour patrouiller dans les eaux resserrées de la mer du Nord et de la mer Méditerranée. Les sous-marins de la troisième série de cette classe étaient légèrement plus grands et améliorés par rapport à la série précédente. Ces sous-marins avaient une longueur hors tout de 66,1 mètres, une largeur de 7,2 m et un tirant d'eau de 4,5 m. Leur déplacement était de 879 tonnes en surface et 1 006 tonnes en immersion. Les sous-marins de la classe S avaient un équipage de 48 officiers et matelots. Ils pouvaient plonger jusqu'à la profondeur de 90 m.
Pour la navigation en surface, ces navires étaient propulsés par deux moteurs Diesel de 950 ch (708 kW), chacun entraînant un arbre et une hélice distincte. En immersion, les hélices étaient entraînées par un moteur électrique de 650 ch (485 kW). Ils pouvaient atteindre 15 nœuds (28 km/h) en surface et 10 nœuds (19 km/h) en plongée. Les sous-marins de la troisième série avaient une autonomie en surface de 6 000 milles marins (11 000 km) à 10 nœuds (19 km/h), et en plongée de 120 milles (220 km) à 3 nœuds (5,6 km/h).
Ces navires étaient armés de sept tubes lance-torpilles de 21 pouces (533 mm). Une demi-douzaine de ces tubes étaient à l'avant, et il y avait un tube externe à l'arrière. Ils transportaient six torpilles de rechange pour les tubes d'étrave, et un total de treize torpilles. Douze mines pouvaient être transportées à la place des torpilles stockées à l’intérieur. Ils étaient également armés d'un canon de pont de 3 pouces (76 mm). Les navires du troisième groupe de la classe S étaient équipés d’un système ASDIC de type 129AR ou 138 et d'un radar d'alerte précoce de type 291 ou 291 W.

## Construction et carrière
Commandé le 7 avril 1943 dans le cadre du programme de construction de 1943, le HMS Scorcher est mis sur cale aux chantiers navals Cammell Laird Shipyard à Birkenhead en Angleterre le 14 décembre 1943, et lancé le 18 décembre 1944. Il est mis en service dans la  Royal Navy le 18 décembre 1944.
Construit alors que la Seconde Guerre mondiale touche à sa fin, il n'a pas connu beaucoup d'action.
Avec ses navires-juneaux (sister-ships), le HMS Sirdar et  le HMS Scythian, le Scorcher participe à la recherche du sous-marin de classe Amphion le HMS Affray, disparu en 1951.
Le Scorcher a également eu sa part d'accidents. Il est endommagé lors d'une collision le 4 février 1956, et subit un incendie lors d'exercices le 22 novembre 1956. En 1953, il participe à la Revue de la Flotte pour célébrer le couronnement de la Reine Élisabeth II.
Le Scorcher est finalement désarmé et démantelé à Charlestown (Fife) le 14 septembre 1962.

## Commandants
- Lieutenant (Lt.) Kenneth Steele Renshaw (RNR) du 13 février 1945 au 10 décembre 1945.

Notes: RNR = Royal Naval Reserve